# Sclerolobium denudatum
Sclerolobium denudatum är en ärtväxtart som beskrevs av Julius Rudolph Theodor Vogel. Sclerolobium denudatum ingår i släktet Sclerolobium och familjen ärtväxter. IUCN kategoriserar arten globalt som nära hotad. Inga underarter finns listade i Catalogue of Life.

## Bildgalleri

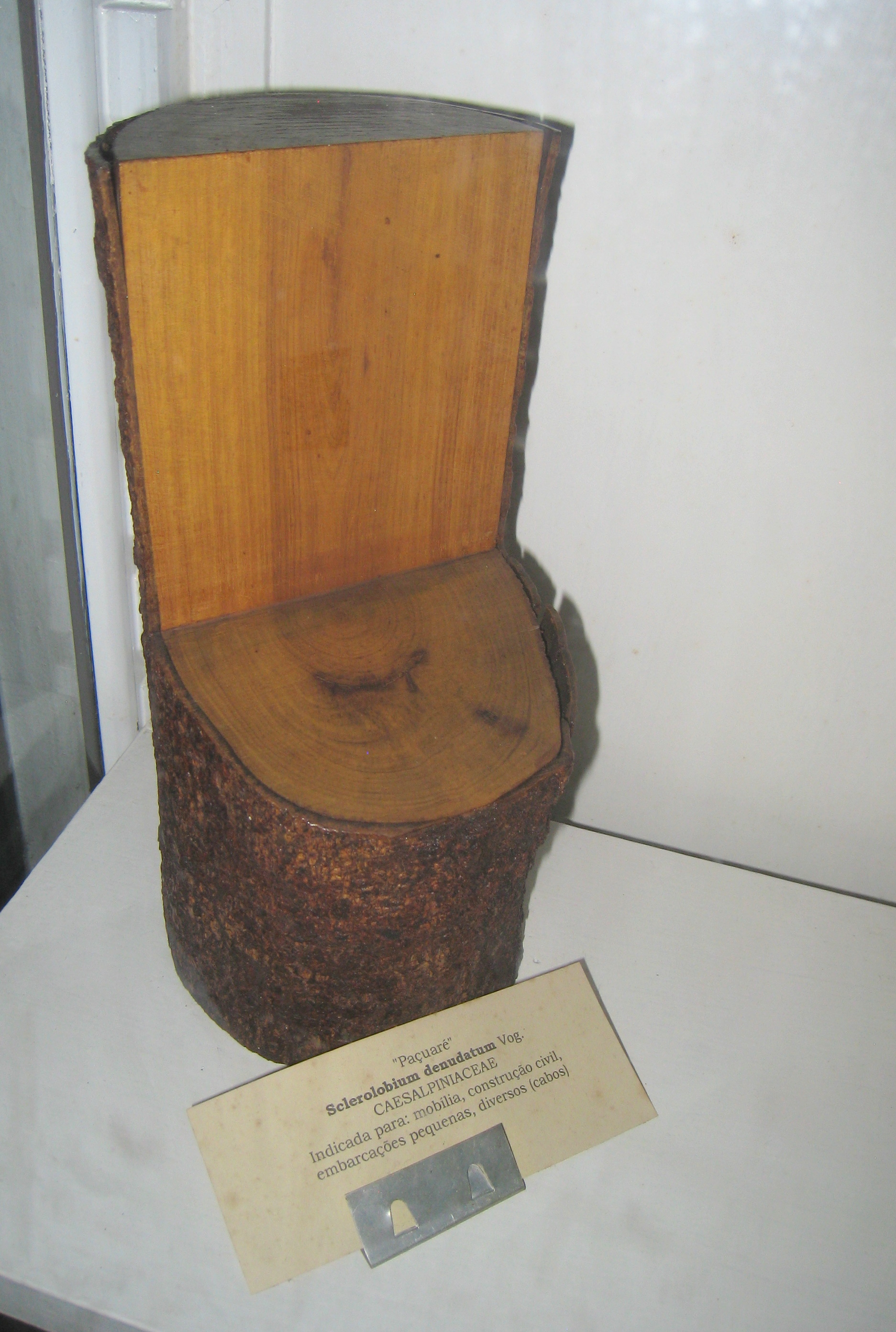